# Kittilä Lufthavn
Kittilä Lufthavn (IATA: KTT, ICAO: EFKT) er en lufthavn i finske Lapland. Den er beliggende fem kilometer nord for centrum af Kittilä, og 15 kilometer syd for landets største skisportssted, Levi. Lufthavnen er en af det nordlige Finlands hovedlufthavne, og ligger i den nordlige polarcirkel.
I 2012 ekspederede den 263.427 passagerer og 1.628 flybevægelser.

## Historie
De første tegn på en regulær lufthavn ved Kittilä opstod i 1974, da Metsähallitus, den finske skovstyrelse, begyndte at etablere en flyveplads med en 600-700 meter lang landingsbane med et underlag af grus. Flyvepladsen skulle primært bruges til transport af de mange medarbejdere fra den store skovindustri i området. Det første fly landede den 20. september 1975.
Allerede i starten af 1970'erne havde de lokale myndigheder lagt planer for en regulær lufthavn i området, som både skulle betjene den voksne turistindustri samt det finske flyvevåben. (Suomen ilmavoimat) I 1976 begyndte man på opførslen af lufthavnen i samarbejde med landets arbejdsministerium og lokale entreprenører. Stedet blev åbnet for trafik den 11. september 1979. På dette tidspunkt var der etableret en knap to kilometer lang landingsbane, en forplads til flyene, samt nogle primitive bygninger. Det var det finske forsvarsministerium (Försvarsministeriet) som fra starten stod for driften. 
I årene 1981-82 byggede man den første lufthavnsterminal, og i juli 1982 overtog de civile myndigheder driften af lufthavnen, selvom militæret stadigvæk brugte stedet. Fra 1984 og ét år frem forlængede man landingsbanen til de nuværende 2.500 meter. Flyselskabet Finnair begyndte i 1987 at have regulær trafik til Kittilä, og i februar 1990 havde man året rundt daglige flyvninger til og fra stedet. I 2000'erne udvidede man terminalbygningen flere gange på grund af den stigende passagertilstrømning.
Den 27. juni 2006 omkring kl. 19.00 opstod der brand imellem den gamle og nye terminalbygning, og over 2.000 m2 blev helt eller delvist ødelagt. Lufthavnen var derefter lukket for operationer én måned. En genopbygning og reparation af skaderne varede de næste par år, og den 14. februar 2008 blev de nye faciliteter indviet.